# Penthimiopsis parva
Penthimiopsis parva är en insektsart som beskrevs av Evans 1972. Penthimiopsis parva ingår i släktet Penthimiopsis och familjen dvärgstritar. Inga underarter finns listade i Catalogue of Life.